# 얼스터 방위협회

위장단체인 UFF의 기.

얼스터 방위협회(영어: Ulster Defence Association, 약칭:UDA)는 북아일랜드에서 가장 규모가 큰 얼스터 왕당주의 준군사조직이다. 1971년 9월 창설되어, 이후 24년 동안 북아일랜드 분쟁에 관여했다. UDA는 준군사 타격을 가할 때면 얼스터 자유투사(Ulster Freedom Fighters; UFF)라는 가짜 이름을 사용하여 UDA가 불법화되는 것을 회피했다. 영국 정부는 "UFF"를 1973년 11월 불법화했으나 UDA는 1992년 8월 10일에 가서야 테러 조직으로 지정되었다.
UDA/UFF의 목적은 왕당파가 우세한 지역의 개신교도들을 지키는 자경단 행위와 아일랜드 공화주의자, 특히 아일랜드 공화국군 임시파(PIRA)와의 항쟁이었다. 그러나 희생자 대부분은 사실 비무장 민간인들이었고, 그 중 절대 다수는 천주교도들이었다. UDA/UFF가 관여된 주요 사건으로는 밀타운 학살, 신그레이엄 마권업소 총격, 캐슬러록 참살, 그레이스틸 학살 등이 있다. 1972년부터는 남쪽의 아일랜드 공화국에게도 폭탄테러를 자행했다. UDA/UFF는 1994년 무장투쟁 포기를 선언했지만 말뿐이었고 사실상 실제로 무장이 완전히 해제된 것은 2007년 11월에 이르러서였다.

## 같이 보기
- 얼스터 의용군
- 아일랜드 공화국군 임시파
- 아일랜드 국민해방군